# Marvin Chávez
Marvin Antonio Chávez (La Ceiba, 3 november 1983) is een Hondurees betaald voetballer. Begin 2017 tekende hij een contract bij Marathón.

## Clubcarrière
Chávez begon zijn carrière in zijn geboorteland Honduras waar hij speelde voor CD Victoria en Marathón. In augustus van 2009 werd hij verhuurd aan het Amerikaanse FC Dallas. Hij werd een belangrijke speler voor Dallas en wist met de club in 2010 de finale van de MLS Cup te bereiken. Hij speelde in de finalewedstrijd 105 minuten maar uiteindelijk trok Colorado Rapids aan het langste eind. FC Dallas nam Chávez vervolgens definitief over van Marathón en hij speelde dat seizoen nog eens in eenendertig competitiewedstrijden voor The Hoops waarin hij zes doelpunten maakte en vier assists gaf. Op 16 december 2011 werd hij naar de San Jose Earthquakes gestuurd. Daar werd hij in zijn eerste seizoen al direct een belangrijke speler met zevenentwintig gespeelde competitiewedstrijden waarin hij drie doelpunten maakte en vijftien assists gaf. In zijn tweede seizoen kwam hij minder in actie voor San Jose. Hij speelde in vijftien competitiewedstrijden waarin hij een doelpunt maakte en een assist gaf. Op 7 januari 2014 werd hij naar Colorado Rapids gestuurd inruil voor Atiba Harris. Hij maakte zijn debuut op 15 maart 2014 tegen New York Red Bulls. Chávez kwam slechts tweemaal voor Colorado uit voordat hij op 8 mei 2014 inruil voor Luke Moore naar Chivas USA werd gestuurd. Daar speelde hij in veertien wedstrijden, waarin hij twee doelpunten maakte. Het seizoen in 2014 was het laatste seizoen voor voetbalclub Chivas USA (de voetbalclub werd opgeheven), waarna Chávez voor 2015 tekende bij San Antonio Scorpions. In 2016 kwam hij uit voor Rayo OKC. Begin 2017 keerde hij terug naar Honduras bij Marathón.

## Interlandcarrière
Op 11 februari 2006 maakte Chávez tegen China zijn debuut voor Honduras. Tot op heden heeft hij onder andere negen WK-kwalificatie wedstrijden en acht Gold Cup wedstrijden voor Honduras achter zijn naam staan.